# Supercoupe de Belgique de football 1983
La Supercoupe de Belgique 1983 est un match de football qui a été joué le 7 août 1983, entre le vainqueur du championnat de division 1 belge 1982-1983, le Standard de Liège et le vainqueur de la coupe de Belgique 1982-1983, le KSK Beveren.
Le Standard de Liège remporte le match après la séance des tirs au but, pour la deuxième fois de son Histoire.

## Feuille de match
| 7 août 1983 | Standard de Liège | 1-1 | KSK Beveren | Stade Maurice Dufrasne, Liège |  |
|             |                   |     |             |                               |  |
|             | Tirs au but 5-4   |     |             |                               |  |